# Адлер, Рене
Рене́ А́длер (нем. René Adler; род. 15 января 1985, Лейпциг, ГДР) — немецкий футболист, выступавший на позиции вратаря. Играл за сборную Германии. Сын футболиста Йенса Адлера.

## Карьера
Его первой командой стал «Лейпциг», но в 2000 году он перешёл в «Байер 04».
В немецких чемпионатах до 19 лет он был одной из звёзд, привлекая внимание таких команд, как «Фейеноорд», «Арсенал» и «Челси». За его превосходную игру тогдашний тренер «Байер 04» Руди Фёллер (это был 2005 год) собирался поставить его на матч против «Вердера».
Адлер 4 раза играл в матчах за сборную Германии до 21 года под руководством Дитера Айльтса.
Дебютировал Рене в Бундеслиге 25 февраля 2007 года в матче против лидера чемпионата «Шальке 04». В том матче Адлер отразил 10 ударов в створ ворот, отражая частые атаки «Шальке». На 85-й минуте за «Байер» забил Штефан Кисслинг, что принесло фармацевтам победу 1-0. Тренер «Байера» Микаэль Скиббе отметил высокий уровень игры Адлера. Рене остановил рекорд «Шальке» из 13 не проигранных матчей, рекорд «Штутгарта» из 5 не проигранных матчей и «Гамбурга» из 4, ко всему прочему отразив пенальти Ван дер Варта.
Попал в заявку Германии на Евро 2008. После завершения карьеры в сборной Йенса Леманна и смерти Роберта Энке стал основным голкипером сборной Германии, однако чемпионат мира вынужден был пропустить из-за серьёзной травмы (перелом ребра). Уступил место в основе сборной Германии Мануэлю Нойеру.
17 мая 2012 года Адлер перешёл в «Гамбург», подписав контракт на 5 лет.
22 июня 2017 года Адлер на правах свободного агента перешел в «Майнц 05».
1 мая 2019 года Адлер объявил о завершении карьеры после сезона-2018/19.

## Достижения
- Лучший вратарь Бундеслиги: 2008